# メイヴ

J. C. Leyendecker が描いたメイヴ（1911年）。

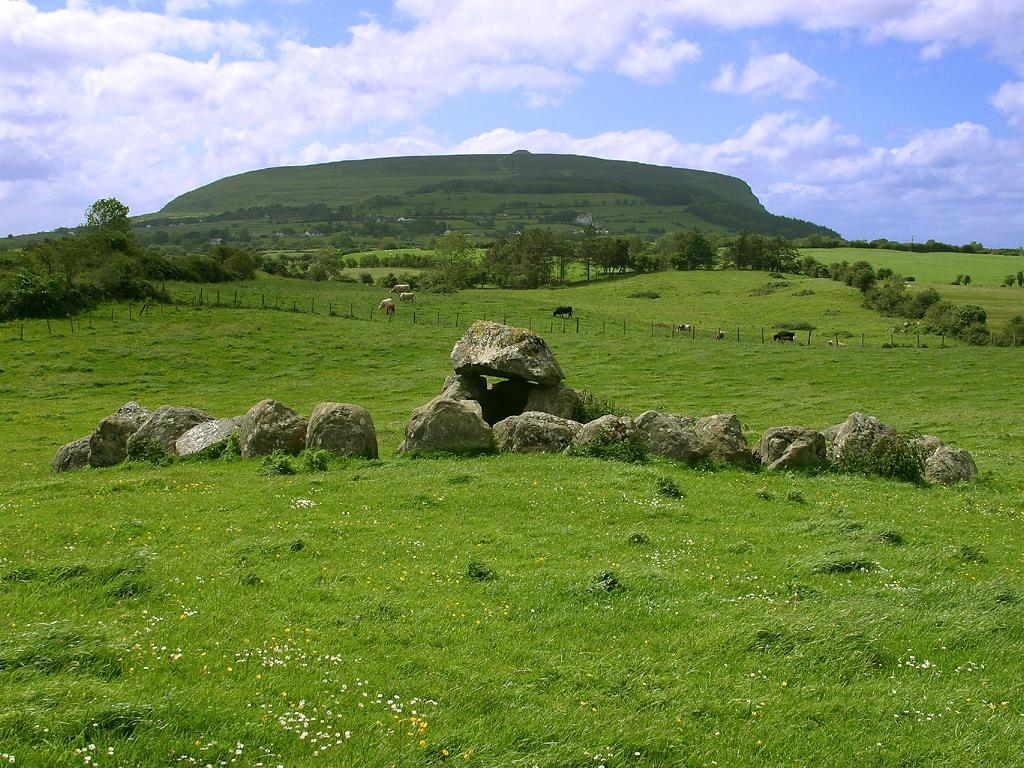
Knocknarea の丘の遠景。小さく盛り上がっているように見えるのが石塚

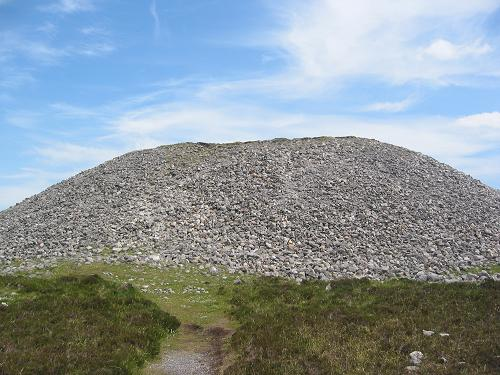
Knocknarea の丘の上にあるメーヴ女王の墓。およそ4500年前のもの。メーヴ女王が立った姿勢のまま、顔を敵に向けて埋葬されていると推測されている。

メイヴ、メーヴ、メズヴ（英: Maeve, Medb）は、ケルト神話に登場する、コナハトの女王。名前の意味は「酩酊」である。
英語では、Maeve または Medb と書き、どちらのつづりでもメイヴ [meɪv] と読む。アイルランド語では Méabh （メーヴ [meːv] ）。古期アイルランド語では Medb 、中期アイルランド語では Meḋḃ 、Meaḋḃ など、ゲール語には他にもさまざまな綴り・発音がある。
1976年から発行されていたアイルランドの1ポンド紙幣に肖像が使用されていた。
アイルランドの劇作家であるエドワード・マーティンは彼女をモチーフとして同名の心理劇『メイヴ』を著した。

## 家系
父親はアイルランド上王エオフ・フェズレフ。エオフは上王アングス・トゥルベフの子孫。エオフには6人の娘がおり、デルブリウ、エスネ、エーレ、クロトル、ムギンがメイヴの姉妹にあたる。また findemnaen と呼ばれる三つ子と Conall Anglondach がメイヴの兄弟となる。
三つ子は簒奪を謀り父エオフに反乱を起こすも敗死。しかし三つ子の血統が途絶える事を憐れんだクロトルが戦の前夜に彼ら全員と順番に関係を持っており、この近親相姦で宿った子は後のアイルランド上王になる。また、クロトルはクルアハンの支配権をエオフに与えられていたがメイヴに殺害され、クルアハンはメイヴが支配することとなった。この事件はメイヴの死の遠因ともなる。

## アルスター物語群
夫のアリル・マク・マータとどちらの保有する財産が多いかという比べあいを行い、それに端を発したクーリーの牛争いにおいて、コナハト軍を度々苦しめたクー・フーリンを憎み、彼がゲッシュ（禁忌）を破って死ぬきっかけを作る。
スライゴーの町を流れる河の水源はメイヴ女王の聖泉で、この水面は処女、母親、老女の三つの姿を示すともいえるが、メイヴ女王の三つの面（権威、悪、狂気）を示している。また、メイヴ女王の印・三脚巴（トリスケリオン）も三相一体の女神の特徴を示している。 
伝承によって、彼女はウラド王コンホヴァルや、他王の妃であるともされる。このような描写から、メイヴはもともとキリスト教伝来以前の地母神の名残ではないかと推測されている。

## 埋葬
伝承によると、メイヴ女王は、約40フィート（12m）の高さの石の塚に埋められたといい、それは現在のスライゴ県の Knocknareaの丘の頂上にあるものだとされている。ただこれはあくまで俗信であり、実際にこの山に埋葬されたのはコナハト最後の異教徒の王、エオガン・ベルである。

## 後世の伝承
日本ではカタカナ表記が似るため、シェークスピアの『ロミオとジュリエット』で歌われる妖精の女王マッブ （Mab）と混同される事が多い。
メイブ(Medb, Meadhbh)の意味はアイルランド語で intoxicates(酩酊させるもの)と関連するが、マッブの意味は16世紀の英語では名詞・動詞の、汚れ・だらしない女などを意味する言葉であり、シェークスピアによるマッブもまたそのように描かれている。
イングランドとアイルランドは地理的に近いが、シェークスピアがメイブを想定して名付けたかは証拠がない。
Amazon プライム・ビデオのドラマ『ザ・ボーイズ』のキャラクターとして登場する。スペルはイギリス風の Meave である。